# Maria Mittet

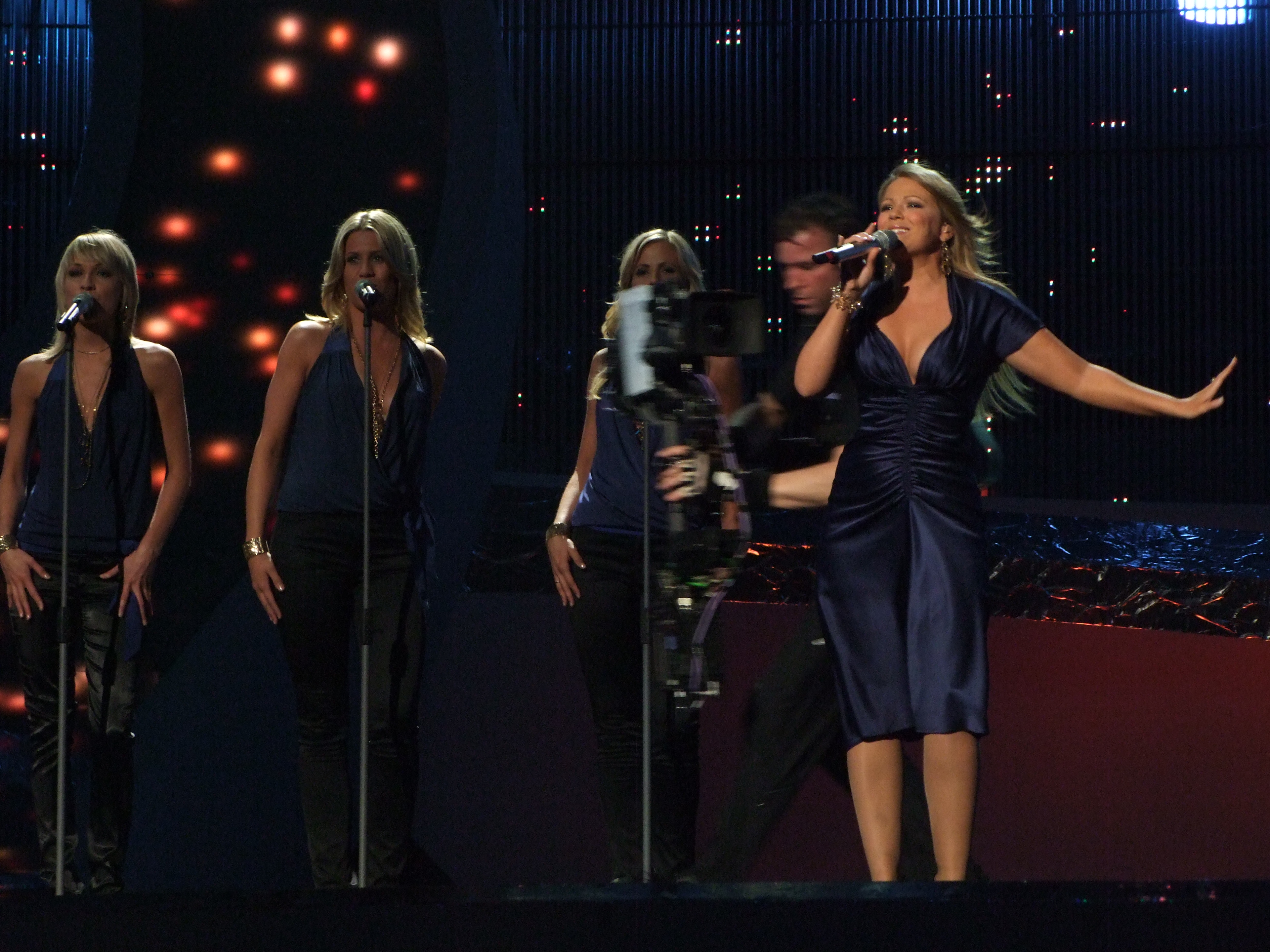
Maria Haukaas Storeng im Halbfinale des Eurovision Song Contest 2008

Maria Haukaas Mittet (* 3. August 1979 als Maria Haukaas Storeng in Finnsnes) ist eine norwegische Sängerin.

## Karriere
Im Alter von elf Jahren trat Storeng in der norwegischen Fassung des Musicals Annie auf, das am Bryggeteateret in Oslo aufgeführt wurde. Im Anschluss folgten weitere Musicalrollen in Oslo sowie in ihrer Heimatprovinz Troms.
2004 nahm sie an der zweiten Staffel der norwegischen Pop-Idol-Ausgabe teil und konnte dort den sechsten Platz belegen. Im darauf folgenden Jahr veröffentlichte sie mit Breathing ihr erstes Soloalbum, das Position 13 in den norwegischen Musikcharts erreichte. Die daraus ausgekoppelten Singles Breathing und Should’ve konnten jeweils in die Top 20 einsteigen.
Mit dem Lied Hold On Be Strong von Mira Craig nahm sie als Interpretin für Norwegen am Eurovision Song Contest 2008 (ESC) teil. Die Single erreichte im Februar 2008 Platz 1 der norwegischen Charts. Im April desselben Jahres veröffentlichte sie außerdem ein gleichnamiges Studioalbum.
Im ersten Halbfinale des ESC am 20. Mai 2008 gelang es Storeng, sich mit Hold On Be Strong unter die beliebtesten zehn Beiträge zu platzieren, was den Einzug in das vier Tage später stattfindende Finale bedeutete. Dort belegte sie beim Sieg des Russen Dima Bilan hinter der Ukraine, Griechenland und Armenien einen fünften Platz.
Im Jahr 2009 war sie mit dem Titel Killing Me Tenderly zusammen mit Anna Sahlene im vierten Semifinale des Melodifestivalens zu sehen, konnte sich aber nicht für das Finale qualifizieren. Zuvor moderierte sie den Melodi Grand Prix, den norwegischen Vorentscheid.
Für die 48. Nordische Skiweltmeisterschaft 2011, die in Oslo stattfand, sang Haukaas Mittet den offiziellen WM-Song "Glorious". Im Jahr 2015 gewann sie die norwegische Musiksendung Stjernekamp.

## Diskografie

### Alben
| Jahr | Titel              | Höchstplatzierung, Gesamtwochen, AuszeichnungChartsChartplatzierungen (Jahr, Titel, Platzierungen, Wochen, Auszeichnungen, Anmerkungen) | Anmerkungen           |
| Jahr | Titel              | NO | Anmerkungen           |
| ---- | ------------------ | --- | --------------------- |
| 2005 | Breathing          | NO13 (5 Wo.)NO |                       |
| 2008 | Hold On Be Strong  | NO3 (13 Wo.)NO |                       |
| 2010 | Make My Day        | NO39 (1 Wo.)NO |                       |
| 2011 | Lys Imot Mørketida | NO2 (50 Wo.)NO | mit Oslo Gospel Choir |
| 2014 | Heim               | NO24 (6 Wo.)NO |                       |

### Singles
| Jahr | Titel Album                 | Höchstplatzierung, Gesamtwochen, AuszeichnungChartsChartplatzierungen (Jahr, Titel, Album, Platzierungen, Wochen, Auszeichnungen, Anmerkungen) | Anmerkungen |
| Jahr | Titel Album                 | NO | Anmerkungen |
| ---- | --------------------------- | --- | ----------- |
| 2003 | Breathing                   | NO5 (9 Wo.)NO |             |
| 2005 | Should’ve Breathing         | NO20 (2 Wo.)NO |             |
| 2008 | Hold On Be Strong           | NO1 (21 Wo.)NO |             |
| 2010 | You Make My Day Make My Day | NO14 (2 Wo.)NO |             |
| 2011 | Glorious –                  | NO7 (1 Wo.)NO |             |